# Хелена (остров)
Хелена (англ. Helena Island) — остров Канадского Арктического архипелага. В настоящее время остров необитаем (2012).

## География
Хелена — один из многочисленных островов, расположенных у побережья крупного острова Батерст. Остров расположен в 7 километрах к северу от острова Батерст (через пролив Сир-Уильям-Паркер), напротив полуострова, образованного заливами Мэй и Янг. Небольшой островок Сеймур находится близ западного побережья острова.
Площадь острова равна 326 км², длина береговой линии составляет 98 км. Остров имеет прямоугольную форму, его длина равна 39 км, ширина — 11 км. Южный берег острова крутой, северный берег гораздо более пологий, плавно спускающийся к береговой полосе. Большую часть острова занимают плоские холмы высотой около 220 метров над уровнем моря.